# 旧泰林
旧泰林（德語：Alt Tellin）是德国梅克伦堡-前波莫瑞州的一个市镇，隶属于前波美拉尼亚-格赖夫斯瓦尔德县。总面积为24.32平方千米，截至2020年总人口为395人。